# Bend Studio
 (novembre 2019).
Si vous disposez d'ouvrages ou d'articles de référence ou si vous connaissez des sites web de qualité traitant du thème abordé ici, merci de compléter l'article en donnant les références utiles à sa vérifiabilité et en les liant à la section « Notes et références ».
Pour les articles homonymes, voir Bend (homonymie).
Bend Studio est une société américaine de développement de jeux vidéo basée à Bend dans l'Oregon.
Autrefois connue sous le nom Eidetic, elle est désormais une filiale de Sony Interactive Entertainment à la suite de son rachat par Sony en 2000.
Elle s'est rendu célèbre principalement pour la série Syphon Filter, et plus récemment pour Days Gone.

## Jeux développés
- Jeux développés par Eidetic :

| Titre                      | Date de Sortie | Plates-formes |
| -------------------------- | -------------- | ------------- |
| Columbo's Mystery Capers   | 1994           | Newton        |
| Bubsy 3D: Furbitten Planet | 1997           | PlayStation   |
| Syphon Filter              | 1999           | PlayStation   |
| Syphon Filter 2            | 2000           | PlayStation   |

- Jeux développés par Bend Studio :

| Titre                           | Date de Sortie | Plates-formes                                                      |
| ------------------------------- | -------------- | ------------------------------------------------------------------ |
| Syphon Filter 3                 | 2001           | PlayStation                                                        |
| Syphon Filter: The Omega Strain | 2004           | PlayStation 2                                                      |
| Syphon Filter: Dark Mirror      | 2006           | PlayStation Portable                                               |
| Syphon Filter: Dark Mirror      | 2007           | PlayStation 2                                                      |
| Syphon Filter: Logan's Shadow   | 2007           | PlayStation Portable, PlayStation 2                                |
| Syphon Filter: Combat Ops       | 2008           | PlayStation Network (PSP)                                          |
| Resistance: Retribution         | 2009           | PlayStation Portable PlayStation 4 et Playstation 5 (portage 2024) |
| Uncharted: Golden Abyss         | 2012           | PlayStation Vita                                                   |
| Uncharted: Fight for Fortune    | 2012           | PlayStation Vita                                                   |
| Days Gone                       | 2019           | PlayStation 4, Microsoft Windows                                   |
| Days Gone Remastered            | 2025           | PlayStation 5                                                      |